# STS-122
La STS-122 va ser una missió del transbordador espacial Atlantis de la NASA, donant continuació a la construcció de l'Estació Espacial Internacional, l'objectiu principal de la STS-122 era lliurar a l'estació el laboratori europeu de ciències Columbus, construït per l'Agència Espacial Europea (ESA). El llançament va ser el 7 de febrer de 2008, sent la 24a missió per a la ISS, i la 121a d'un Transbordador espacial des del llançament de la missió STS-1.
La data inicial de la missió del STS-122 era el dia 6 de desembre de 2007, però una fallada en la lectura del sensor (ECO), responsable d'informar de si el tanc de combustible està ple, va provocar l'ajornament per al dia 9 de desembre de 2007. Durant els preparatius per al llançament, van fallar els sensors de nou, el que va ocasionar un nou ajornament fins al dia 3 de gener de 2008, i posteriorment, per al dia 10 de gener, sent finalment llançat el 7 de febrer de 2008. El retorn a la terra es va produir el 20 de febrer de 2008.

## Tripulació
- Stephen Frick (2) - Comandant
- Alan G. Poindexter (1) - Pilot
- Leland D. Melvin (1) - Especialista de la Missió 1
- Rex J. Walheim (2) - Especialista de la Missió 2
- Hans Schlegel (2) - Especialista de la Missió 3 - ESA alemany
- Stanley G. Love (1) - Especialista de la Missió 4

 Entre parèntesis, el nombre de missions de l'astronauta, inclosa la STS-123
Portat a la ISS Expedició 16
- Léopold Eyharts (2) - Enginyer de vol ESA francès

Portat de la ISS Expedició 16
- Daniel M. Tani (2) - Enginyer de vol